# Zaynê Akyol
Zaynê Akyol (nacida en Turquía en 1987) es un directora de cine, productora y fotógrafa canadiense. Se centra principalmente en el cine documental y es conocida por su largometraje documental Gulîstan, tierra de rosas (2016).

## Temprana edad y educación
Zaynê Akyol nació en un pueblo de Turquía en 1987, de padres kurdos. El ejército kurdo visitaba con frecuencia su pueblo y Akyol ha descrito al Partido de los Trabajadores de Kurdistán (PKK) como "parte de mi entorno desde una edad muy temprana". Cuando tenía cuatro años, Akyol y su familia se trasladaron a Canadá, donde vivieron en Montreal (Quebec).
Tras cursar estudios preuniversitarios en el Cégep Montmorency de Montreal, se licenció en la Universidad de Montreal. Akyol consideró que el programa de la Universidad de Montreal era demasiado teórico para ella, por lo que optó por trasladarse a L'Université du Québec à Montréal. Su primera solicitud de ingreso fue rechazada, por lo que Akyol volvió a intentarlo al año siguiente y tuvo éxito.
Akyol se licenció en Comunicación por la Universidad de Quebec en Montreal en 2010. Decidió quedarse en la universidad para cursar un máster y en 2014 Akyol se graduó con un máster en Comunicación con especialización en cine.

## Filmografía
- Gulîstan, tierra de rosas (2016)
- Rojek (2022)